# Stamhuset Hesselagergaard
Stamhuset Hesselagergaard var Danmarks første stamhus, og blev oprettet af Johan Friis i 1548. Det bestod ud over Hesselagergaard af hovedgården Mullerup. I 1571 blev stamhuset opløst af Niels Henriksen Friis.